# Mathieu Ngudjolo Chui
Mathieu Ngudjolo Chui (nascido em 8 de outubro de 1970; também conhecido como Mathieu Cui Ngudjolo ou Cui Ngudjolo.) é um coronel do exército congolês e antigo comandante superior da Frente Nacionalista e Integracionista (FNI) e da Força de Resistência Patriótica em Ituri (FRPI).
Em 6 de Fevereiro de 2008, foi detido pelas autoridades congolesas e entregue ao Tribunal Penal Internacional (TPI) para ser julgado por seis acusações de crimes de guerra e três acusações de crimes contra a humanidade. As acusações incluem assassinato, escravidão sexual e uso de crianças menores de quinze anos para participar ativamente nas hostilidades.
Em dezembro de 2012, foi absolvido de crimes de guerra em Haia por um painel de três juízes presidido por Bruno Cotte, com o fundamento de que a acusação não tinha provado, sem qualquer dúvida razoável, que ele era responsável pelos crimes cometidos, uma decisão que gerou críticas ao TPI. O veredicto foi objeto de recurso em 20 de dezembro de 2012 e a absolvição foi confirmada em 27 de fevereiro de 2015.